# Gabrieleño
Gabrieleño (Gabrielino, Tongva), pleme Takic Indijanaca iz grupe Shoshonean, porodica Juto-Asteci, nastanjeno u domorodačko vrijeme u Kaliforniji duž rijeke San Gabriel, teritorij oko  Los Angelesa (jug i istok okruga), i na jug uključujući dobar dio sjevera okruga Orange, kao i otoke Santa Catalina i San Clemente. Od nekadašnjih 5,000 (1700) preostalo ih je oko 300 (2000).

## Ime
Ime Gabrielino ili Gabrieleño dolazi po misiji San Gabriel u okrugu Los Angeles u Kaliforniji, sami sebe oni nazivaju Tongva, a postojao je i naziv Tobikhar (eng. pl. Tobikhars), koji misli Swanton, dolazi možda po prvom mitskom čovjeku koji se zvao Tobohar. Luiseño Indijanci nazivali su ih Tumangamalum. Hale (1846) ih naziva Kij, a Gatschet (1876) Kizh.

## Sela
Ahau, Akura, Akura-nga, Aleupki-nga, Apachia, Asuksa, Awi, Chokish-nga, Chowi, Engva, Hout, Hutuk, Isantka-nga, Kinki (Kinkipar; na otoku San Clemente Island), Kukamo, Lukup, Masau, Moyo, Nakau-nga, Pahav, Pasino, Pimoka-nga, Pimu (Pipimar, na otoku Santa Catalina Island), Pubu, Saan, Sehat, Shua, Siba (na misiji San Gabriel), Sisitkan-nga, Sona-nga, Sua-nga (blizu Long Beacha), Tibaha, Toibi (današnja Pomona), Wenot (Los Angeles).

## Povijest
Za Gabrieleño skupine kao i ostale Takic-govornike se smatra da su na područje Kalifornije došli prije nekih 2500 godina, i nastanili se u području današnjeg okruga Los Angeles. Na planinama San Gabriel Mountains još je ostalo piktografskih slika, one su nalik Luiseño-piktografiji, ali je znatan dio ove umjetnosti na stijenama uništen razvojem Greater Los Angelesa. Tragovi njihovog dolaska u ovaj kraj govore da se to zbilo oko 500 pr. Kr. Do uspostavljanja misije San Gabriel Arcangel (1771), kontakata s Europljanima je moralo biti nekoliko puta. Još 1520 španjolski istraživači dolaze na otok Santa Catalina, a 1542. posjećuje ih i Juan Rodriguez Cabrillo, koji je 1543. na tom otoku pokopan nakon smrti izazvane komplikacijama sa slomljenom nogom. Godine 1781. utemeljuje se pueblo Los Angeles, a četiri godine nakon toga izbit će pobuna Indijanaca koju je povela šamanka Toypurina, rođena 1760, te je bila devetogodišnjakinja kada prvi naseljenici dolaze u zemlju Gabrieleña. Kao utjecajan spiritualni vođa ona rancheriju Japchivit, naseljenu Serrano i Tongva Indijancima koristi kao bazu za svoje operacije, pridobivši kao dvadeset-četverogodišnjakinja (1785) još šest drugih sela (pet poglavica) na svoju stranu protiv misije San Gabriel Arcángel. Sve se izjalovilo a ona i trojica poglavica koji su predvodili napada bijahu uhvaćeni. Od 1800. kada ih je još bilo 4,000 do 1900. preostalo ih je svega 50. Epidemije boginja pogađaju ih 1840. i 1860., a otkriće zlata u Placerita Canyonu privući će kopače zlata, Indijanci će ostati bez svoje zemlje, te će ih Kroeber 1910. navesti kao nestale. Njihovih potomaka ipak naći će se u gradu San Gabriel kod Alhambre. Danas ih ima oko 300.

## Etnografija
Gabrieleñi su pleme kalifornijskog kulturnog područja. Sakupljanje žira i drugog bilja, ribolov i lov glavni su im načini privređivanja. U obalnim područjima muškarci su odlazili u lov na morske sisare i ribolov, a poput Chumasha imali su drvene kanue sposobne za plovidbu uz obalu oceana. Gabrieleño-žene sakupljale su žir, sjemenke, kopale korijenje i sakupljale školjke i druge mekušce. Žir i sjemenke koje je bilo potrebno mrviti u brašno iziskivalo je poznavanje primitivnog oblika mlinskog kamena, a oni su ga imali u obliku metate i mano, što su poznavala sva kalifornijska plemena koja su sakupljala žir. 
Osime manoa i metatea koji se rade od mekanog soapstone-kamena (steatit) kojega su imali na otoku Santa Catalina, materijalna Gabrieleño kultura poznaje i žlice od tikava, drvene posude i tacne. Košaraštvo je također napredno, što je karakteristika kalifornijskih plemena, ali su žene Gabrieleña izrađivale veoma gusto pletene košare oblika boce koje su bile vodonepropusne i premazane asfaltom. 
Nastamne su se razlikovale, već prema lokalitetu. Na otocima, njima srodni Nicoleño Indijanci, koji se vode i kao njihov ogranak, kuće su se izrađivale od kitovh rebara i prekrivene kožama morskih lavova ili granjem. Na kopnu je to jednostavna nastamba od drvenog kostura i hasura, s otorom za ulaz/izlaz i rupom za dim. 
Svako selo je autonomno s vlastitim vođom čija se titula nasljeđuje s oca na sina. Jedino vođa sela mogao je imati više od jedne žene, a incest su kao i ubojstvo kažnjavali smrću.
Gabrieleño su poznati su po svom jimsonweed kultu, ezoteričnim ritualima i pijenju halucinogenog napitka tolguache, pripravljenog od dature ili jimsonweeda. 
Postoji vjera u boga i zakonodavca Chungichnish (Chingishnish) rođenog u selu Puvungna (Puvunga) koje se nalazilo na mjestu današnjeg Long Beacha
Prvi ljudi po njihovom mitu bili su Tobohar (prvi čovjek) i Pahavit (prva žena) koji su živjeli u svijetu Tovangar kojeg su bogovi i božice opremile svime što je potrebno, kao što su brda, planine, drveće, rijeke, etc. Uz ova imena javljaju se stvoritelj Quaoar, stvoritelj svijeta i svih plesova. Prvo je stvorio Weywota, koji je postao Otac neba. On mu se pridružuje u plesu i pomaže da stvore Chehooit, božicu zemlje. Nakon njih stvoreni su i Tamit, bog sunca ili Grandfather Sun i njegova žena Moar, božica Mjeseca, a dalje dolaze Manisar (bog žetve) koji djeluje s Chehooit, Manit (bog sna, vizija i halucinacija), Pamit, božica mora koja blagoslavlja kanue, Tolmalok, božica podzemlja i varalica i bog heroj Tukupar-Itar, Tongva-verzija varalice kojota.

## Vanjske poveznice
- Gabrieleño
- The History of the TONGVA
- Gabrielino  Arhivirana inačica izvorne stranice od 18. kolovoza 2007. (Wayback Machine)
- Tongva Native Garden  Arhivirana inačica izvorne stranice od 7. listopada 2007. (Wayback Machine)
- The Tongva  Arhivirana inačica izvorne stranice od 29. rujna 2007. (Wayback Machine)